# あんきいず
株式会社あんきいず（UNKEYS　STUDIO）は、日本の実演販売士事務所及び撮影スタジオ。
レジェンド松下が主宰・所属。
- 社名のあんきいず（UNKEYS)の由来は『世の中にある、あらゆる商品の売り方の鍵をあける』という意味を込めた造語である[1]。
- レジェンド松下の幼少の頃からのあだ名が『あんきい』であり、家族にはいまだに『あんきい』と呼ばれている。ちなみに『あんきい』の由来や意味は特にない。
- 代官山にある『あんきいずスタジオ』はTV通販や企業PR動画などを撮影できる実演販売専用スタジオで、『一億通りの背景』をキャッチフレーズに様々なシーンに対応できるように作られている。
- レジェンド松下以外の所属実演販売士は業務提携する協和スタジオでマネジメントを行っている。
- 2025年より、神奈川サッカー社会人1部リーグ所属『神奈川教員SC』のスポンサーをやっている。

## 沿革
2022年2月22日（令和4年）実演販売士レジェンド松下が株式会社あんきいず設立。